# Hessischer Fernsehpreis
Der Schauspieler*innenpreis des Hessischen Rundfunks, ehemals Hessischer Fernsehpreis, wird seit 2003 jährlich vom Hessischen Rundfunk vergeben. Er ist Teil des Hessischen Film- und Kinopreises und wird in dessen Rahmen bekanntgegeben und überreicht. Er wird grundsätzlich an Darsteller verliehen, die aus Hessen stammen, in Hessen wohnen oder in einer hessischen Produktion mitgewirkt haben.

## Geschichte
Der Hessische Fernsehpreis wurde zunächst vom Hessischen Rundfunk in Kooperation mit der Hessischen Filmförderung vergeben und war in den Kategorien „Beste Darstellerin“ und „Bester Darsteller“ ausgeschrieben. 2023 wurde der Name in „Schauspieler*innenpreis des Hessischen Rundfunks“ geändert. Er wird, seitdem die Hessische Filmförderung in die HessenFilm übergegangen ist, alleine vom Hessischen Rundfunk vergeben. Bis auf eine Ausnahme im Jahr 2022 werden nach wie vor jährlich zwei Preise vergeben, allerdings nicht mehr zwingend in den beiden Kategorien „Beste Darstellerin“ und „Bester Darsteller“. In Ausnahmefällen kann auch ein Ensemble prämiert werden. Neben der Urkunde erhielten die Preisträger eine Statue in Form des stilisierten Main Towers, seit 2020 in Form des Hessischen Löwen. Über die Vergabe der Preise entscheidet eine vom Hessischen Rundfunk berufene Jury.

## Preisträger

### 2003
- Hannelore Elsner für ihre Darstellung in Claras Schatz
- Jan Gregor Kremp für seine Darstellung in ABC des Lebens

### 2004
- Inga Busch für ihre Darstellung in Polizeiruf 110: Der Prinz von Homburg
- Claus Theo Gärtner für seine Darstellung des Josef Matula in der ZDF-Serie Ein Fall für zwei

### 2005
- Ensemble des Filmes Die Konferenz (Senta Berger, Sophie von Kessel, Ulrike Kriener, Nina Petri, Peter Fitz, Günther Maria Halmer, Rudolf Kowalski, Jan Gregor Kremp, Wotan Wilke Möhring, Johann Adam Oest)

### 2006
- Andrea Sawatzki und
- Jörg Schüttauf für ihre Darstellungen als Kommissare im Tatort: Das letzte Rennen

### 2007
- Fritzi Haberlandt für ihre Leistung im Fernsehspiel des Hessischen Rundfunks Ein spätes Mädchen
- Joachim Król für seine Darstellung in dem Fernsehfilm Windland

### 2008
- Katharina Wackernagel für ihre Rolle in Mein Mörder kommt zurück
- Herbert Knaup für seine Rollen in Späte Aussicht und Der große Tom

### 2009
- Nina Kunzendorf für ihre Darstellung im Tatort: Neuland
- Florian Bartholomäi für seine Doppelrolle in Bloch – Schattenkind
- Peter Lerchbaumer für seine Rolle in Der Mann auf der Brücke

### 2010
- Jessica Schwarz für ihre Rolle in Romy
- Matthias Schweighöfer für seine Rolle im Tatort: Weil sie böse sind
- Milan Peschel für seine Rolle im Tatort: Weil sie böse sind

### 2011
- Lena Lauzemis für ihre Rolle in Wer wenn nicht wir
- Justus von Dohnányi für seine Rolle im Tatort: Eine bessere Welt
- Sonderpreis der Jury an Jördis Triebel, Andreas Schmidt und Devid Striesow für ihre Ensembleleistung in Ein guter Sommer

### 2012
- Claudia Michelsen für ihre Rolle in  Der Turm
- Stipe Erceg für seine Rolle in Blaubeerblau
- Sonderpreis der Jury an Isabel Bongard, Sonja Gerhardt, Vincent Redetzki, Anton Rubtsov und Jannik Schümann für ihre Ensembleleistung in Mittlere Reife

### 2013
- Lisa Wagner für ihre Rolle in Kommissarin Heller: Tod am Weiher
- Thomas Thieme für seine Rolle in Das letzte Wort
- Sonderpreis der Jury an Rainer Ewerrien und Carsten Strauch für ihre Rollen in Götter wie wir

### 2014
- Alwara Höfels für ihre Rollen in Die Fischerin und Dr. Gressmann zeigt Gefühle
- Matthias Brandt für seine Rolle in Männertreu

### 2015
- Melika Foroutan für ihre Rolle in Begierde – Mord im Zeichen des Zen
- Armin Rohde für seine Rolle in Tatort: Das Haus am Ende der Straße

### 2016
- Margarita Broich für ihre Rollen in Tatort: Wendehammer und Aufbruch
- Heino Ferch für seine Rolle in Allmen und das Geheimnis der Libellen

### 2017
- Corinna Harfouch für ihre Rolle in Viel zu nah
- Jens Harzer  für seine Rolle in Tatort: Amour Fou

### 2018

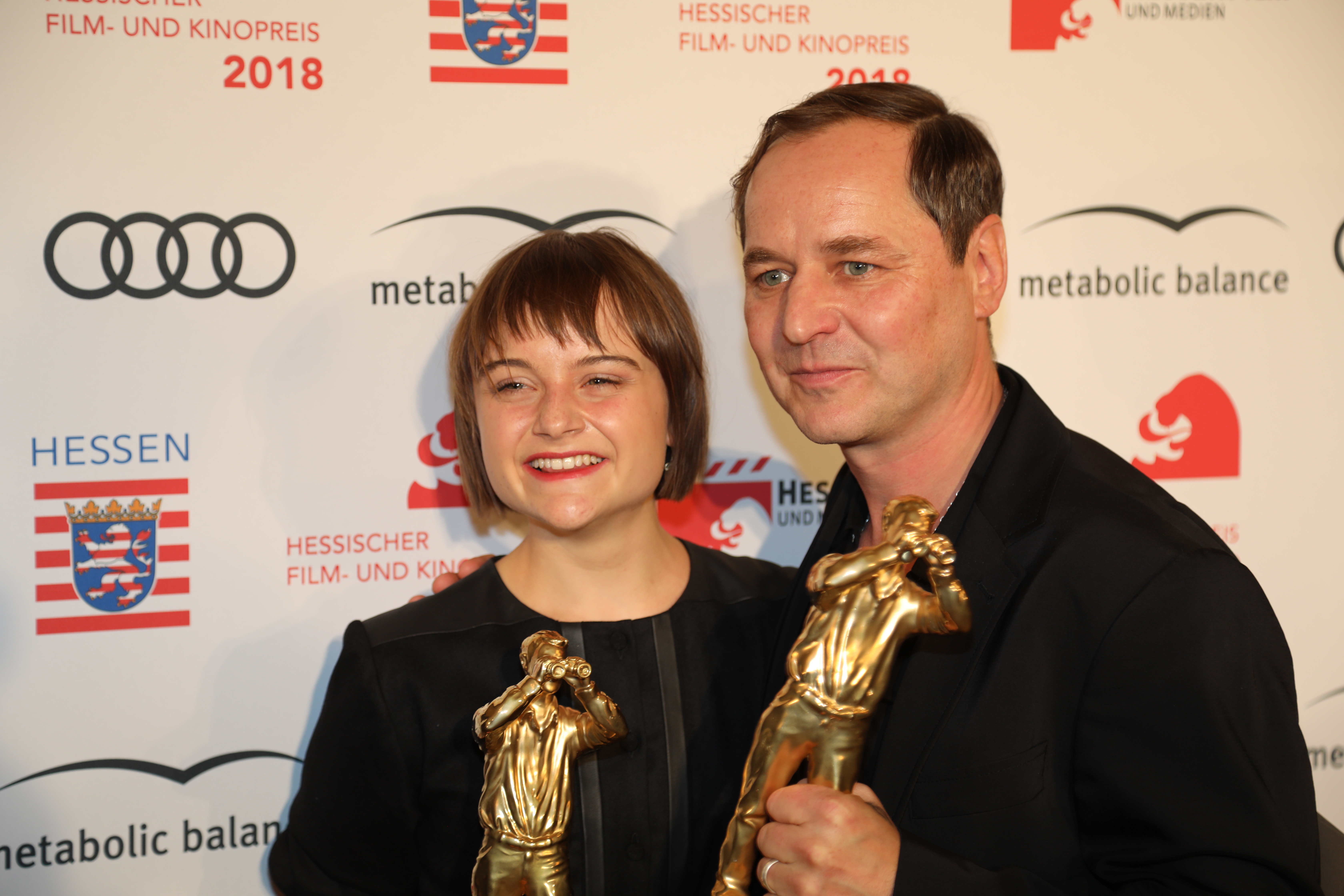
Die Preisträger 2018

- Lena Urzendowsky  für ihre Rolle in Der große Rudolph[2]
- Thomas Schmauser für seine Rolle in Der große Rudolph

### 2019
- Emma Bading für Play[3]
- Uwe Ochsenknecht für Labaule & Erben

### 2020
- Steffi Kühnert für Meine Nachbarn mit dem dicken Hund[4]
- Godehard Giese für Unschuldig

### 2021
- Britta Hammelstein für Heute stirbt hier Kainer[5]
- Jens Harzer für Ruhe! Hier stirbt Lothar

### 2022
- Lea Drinda für ihre Rolle in Becoming Charlie[6]

### 2023
- Beste Hauptrolle: Petra Schmidt-Schaller für Ein Schritt zum Abgrund[7]
- Beste Nebenrolle: Brigitte Hobmeier für Tatort: Murot und das Paradies

### 2024
- Oliver Masucci für die Titelrolle in Herrhausen – Der Herr des Geldes[8]
  - Nominiert waren außerdem Havana Joy in Love Sucks und Dirk Martens in Schleudergang
- Ensemblepreis: Schauspiel-Team der ARD-Serie Die Zweiflers